# 瑞维尼 (上萨瓦省)
瑞维尼（法語：Juvigny，法語發音：[ʒyviɲi]）是法国上萨瓦省的一个市镇，属于圣于连昂热讷瓦区。

## 地理
瑞维尼（46°12'52"N, 6°16'51"E）面积2.71 平方千米，位于法国奥弗涅-罗讷-阿尔卑斯大区上萨瓦省，该省份为法国东部省份，历史上为薩伏依的一部分，北与瑞士接壤，西接安省，南至萨瓦省，东与瑞士和意大利接壤。
与瑞维尼接壤的市镇（或旧市镇、城区）包括：克朗沃-萨勒、圣塞尔格、拉格朗城。

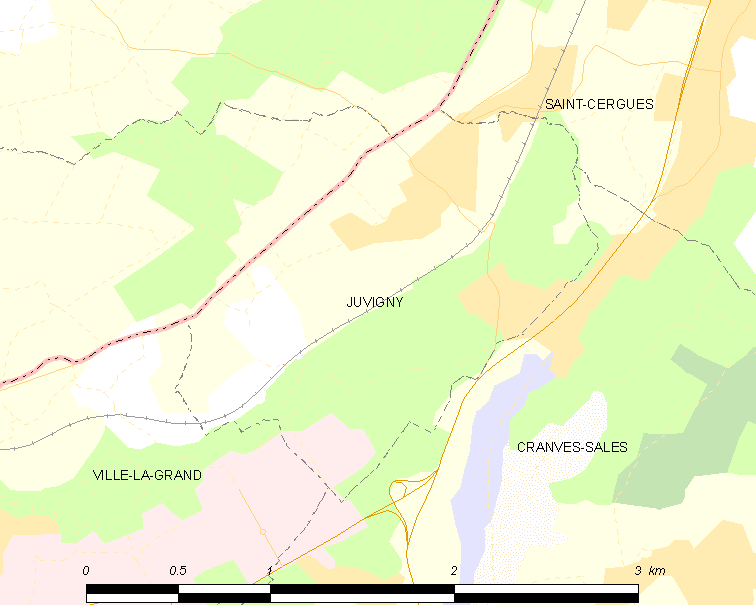
的OSM定位图

瑞维尼的时区为UTC+01:00、UTC+02:00（夏令时）。

## 行政
瑞维尼的邮政编码为74100，INSEE市镇编码为74145。

## 政治
瑞维尼所属的省级选区为加亚尔县。

## 人口

1962-2008年间人口变化图示

瑞维尼于2022年1月1日时的人口数量为634人。